# シューマツワーカー
シューマツワーカーは、東京都渋谷区に存在する企業。

## 概要
2016年創業。企業の人手不足が増えていく中で、人材を副業という形で確保することを支援することを業務としている。
副業がコモディティとなるような世界を目指す。働く人が楽しくなるということを目指す。
2019年4月4日にはエン・ジャパンと業務提携をする。エン・ジャパンの代表はシューマツワーカーと業務提携をすることを決めたのは、働き方の多様性が進んでいることからシューマツワーカーの成長性を感じたためとした。
2019年4月には架空の女性社員を騙って営業活動をしていたことが物議を醸す。この女性社員に興味を持たれて返信が来たら、この女性社員は予約が入ったこととして、代わりに社長が対応していた。
2020年のコロナ禍より店舗での売り上げが落ちており、インターネットの通信販売を導入しようとする企業が増え、仕事の依頼が来るようになる。エンジニアやデザイナーやマーケッターの依頼が特に多い。コロナ禍では副業として働くという需要も増したことからもシューマツワーカーのサービスは拡大。
2020年7月には第三者割当増資を実施し、東京理科大学から4億円の資金を集める。東京理科大学とは副業に関するデータを活用した共同研究を行うことも考える。
2021年5月にはシューマツワーカー代表とロバート・アラン・フェルドマンが対談。副業が広がることでどうなるかについて議論される。
副業系サービスカオスマップというものを製作して公開している。複数の副業系サービスを特徴で整理し、この特徴ごとに9つのグループに分類してマッピングしている。カオスマップに掲載されているサービスは年々増加しており副業の需要の増加が見て取れる。
2023年3月にクラウドワークスがシューマツワーカーの発行済み株式の過半数を取得したことから、シューマツワーカーはクラウドワークスの子会社となった。